# Пипин Короткий
Пипи́н Коро́ткий (лат. Pippinus Brevis, фр. Pépin le Bref; 714 год, Жюпилл (фр.) — 24 сентября 768 года, Сен-Дени) — майордом франков (Пипин III) в 741—751 годах, а затем первый король франков из династии Каролингов. Младший сын Карла Мартелла и Ротруды; отец Карла Великого.

## Биография

### Первые годы правления
В результате раздела с братом Карломаном отцовского наследства Пипин получил бо́льшую часть Нейстрии, Бургундию, Прованс и довольно гипотетический контроль над Аквитанией.
Едва Карл Мартелл был погребён в аббатстве Сен-Дени, как начались смуты и войны. Кровный брат королей Грифон, находившийся под влиянием своей матери Свангильды, овладел Ланом и потребовал себе равной доли с братьями. Карломан и Пипин пошли на него войной, отняли то немногое, что он получил по воле отца, и заключили Грифона в Арденнский замок.
Вслед за тем братья должны были вести тяжёлую войну против отпавших от них аквитанцев, баварцев, алеманнов. В 742 году они выступили в поход против аквитанского герцога Гунольда, опустошили страну к югу от Луары, разрушили Лош, но тщетно пытались завладеть Буржем. Оттуда они пошли в Алеманнию и дошли до берегов Дуная, повсюду требуя дани и заложников. Так как враги обвиняли сыновей Мартелла в том, что они отняли власть у законной династии, Пипин и Карломан в 742 году возвели на престол одного из Меровингов, Хильдерика III, не дав ему, впрочем, никакой реальной власти.

### Поход в Баварию
После этого в 743 году братья двинулись против баварского герцога Одилона. Позиция, избранная Одилоном на Лехе, прикрытая рвами, болотами, была чрезвычайно сильна. Однако герцог испугался приготовлений франков и запросил мира. Пипин и Карломан отвергли все его предложения, ворвались в лагерь баварцев через болото, разбили их наголову и преследовали до Инна. Перед этим решительным сражением папский посланник, которого Одилон уговорил быть посредником, требовал прекращения военных действий. После сражения Пипин с насмешкой сказал ему, что по исходу войны можно видеть, чьё дело Бог считает правым. Пятьдесят два дня франки грабили и разоряли землю баварцев, пока восстание аквитанских герцогов Гунольда и Гаттона не заставило их возвратиться. Одилон был увезён в плен за Рейн, но в следующем году Карломан и Пипин возвратили ему герцогство.

### Поход в Аквитанию
Воспользовавшись тем, что военные силы франков были отвлечены в Баварии, Гунольд вторгся в Нейстрию и сжег Шартр. Но едва Карломан и Пипин двинули против него свои войска, аквитанцы, испытав поражение, присягнули им в верности. Аквитанские герцоги вскоре поссорились между собой, и Гунольд, ослепив брата, завладел всем герцогством. Мучимый угрызениями совести, он вскоре передал герцогство сыну Вайфару и постригся в монахи, удалившись в монастырь на острове Ре. Всю северную часть Аквитании Пипин присоединил к своим владениям. Вслед за тем нападение саксов и новое восстание алеманнов отвлекло братьев на восток.

### Походы против алеманнов и саксов
В 744 году Карломан возглавил войну против саксов, а Пипин выступил против алеманнов. Упорная война продолжалась три года. Наконец, в 746 году Карломан вторгся в Алеманнию, вступил с восставшими в переговоры и с помощью измены взял всю их армию в плен. Герцог Теобальд был захвачен и приговорен к смерти. Вслед за тем в Каништатте Карломан велел тысячами убивать его приверженцев. Вся Алеманния была опустошена, уцелевшие жители принуждены платить дань и давать войско победителям. Часть земель была конфискована, а покоренная область разделена на два округа, управление которыми было поручено графам. Но после всех этих злодеяний власть перестала привлекать Карломана. В 747 году он передал управление государством брату и постригся в монахи.
В этом же году саксы нарушили клятву верности, данную брату Пипина, Карломану, и снова возмутились. Пипин в союзе с вождями вендов и фризов выступил против них. Саксы подверглись разгрому и покорились, обещая и впредь платить дань, которую на них когда-то наложил Хлотарь I и которую в своё время отменил Дагоберт I, а именно — 500 коров ежегодно. Большинство покорённых саксов приняло крещение.

### Мятеж Грифона
Пипин, оставшийся один во главе управления, возвратил свободу своему сводному брату Грифону и дал ему несколько графств. В 748 году Грифон, не желая быть в подчинении у своего брата Пипина, хотя он жил у него в почете, собрав войско, убежал в Саксонию и там, окружив себя саксами, заперся в местечке, называемом Оргейм. Пипин же отправился с войском франков через Тюрингию и, борясь против замыслов брата, вторгся в Саксонию. Однако сражения между ними не произошло, и они разошлись миролюбиво.
В 748 году, узнав, что баварский герцог Одилон умер, Грифон, не доверяя саксам, ушёл в Баварию и при помощи войск, которые к нему стекались из Франкского государства, покорил своей власти самое герцогство, захватив Тассилона и его мать Гильтруду, сестру Пипина, и заключил их в темницу.
Алеманнский герцог Ланфрид немедленно поддержал этот мятеж. Когда слух о том дошёл до Пипина, он в 749 году отправился в Баварию с огромным войском, дошёл до берегов Инна, восстановил Тассилона на герцогстве, а Ланфрида и Грифона взял в плен. После этого Алеманния стала управляться франкскими уполномоченными.
Пипин снова простил брата и дал ему обширное герцогство со столицей в городе Ле-Ман. Это владение, состоявшее из 12 графств, являлось форпостом против Бретани. Грифон, однако, не успокоился: он бежал в Аквитанию к Вайфару и стал плести интриги против Пипина, но был убит в 753 году, когда попытался пробраться в Италию.
Таким образом, к 750 году все смуты были преодолены, и государство франков вновь сплотилось под властью одного правителя.

### Пипин провозглашается королём
Пипин воспользовался ситуацией, чтобы занять престол. В 750 году он отправил к папе Захарию посольство, с поручением спросить у него: справедлива ли такая система управления, при которой королём называется тот, кто не пользуется королевской властью? Захарий отвечал на это, что королём должен быть тот, кому принадлежит королевская власть и, дав своё полномочие, повелел поставить Пипина королём. После возвращения посольства, в ноябре 751 года Пипин созвал в Суассоне общее собрание франков, которое избрало его королём. Хильдерик III, постриженный в монахи, отправился в Сен-Бертенский монастырь, а Пипин в мае 752 года торжественно был коронован и помазан на царствие архиепископом Майнца Бонифацием.
В 753 году саксы нарушили клятву верности Пипину и, по своему обыкновению, восстали против него. Король Пипин с большим войском вновь пересёк Рейн и вторгся в Саксонию, и хотя саксы упорно сопротивлялись ему, однако же смирились после поражения, а он дошёл до места, называемого Рими (ныне Ремен, близ Миндена), на берегах Везера. Возможно, что около этого времени среди саксов началась миссионерская деятельность франков. Саксы стали платить гораздо более тяжёлую дань, чем прежде.

### Войны с лангобардами

#### Папа Стефан просит Пипина выступить против лангобардов
Между тем лангобардский король Айстульф вступил в Римский дукат и в июне 752 года начал угрожать Риму. Папа Стефан III, занявший место умершего Захария I, обратился за помощью к королю франков и даже сам, в конце 753 года, предпринял поездку во Франкское королевство для переговоров с Пипином. За сто миль до замка Понтиона (департамент Марна), где находился тогда двор, папу встретил старший сын Пипина Карл, тогда ещё мальчик.
6 января 754 года состоялась торжественная встреча в Понтионе. Пипин сам встретил папу в трёх милях от города, сошёл с коня, встал перед Стефаном на колени, а потом взял за узду его лошадь и некоторое время вёл её, исполняя обязанности конюха. В Понтионе папа и король уединились в молельню, и здесь роли их поменялись. Стефан, одетый в сермягу, посыпав голову пеплом, встал перед Пипином на колени и молил его начать войну против лангобардов. Пипин торжественно поклялся исполнить его желание и возвратить папе все земли, отобранные у него Айстульфом. Но прежде чем была исполнена эта статья соглашения, папа со своей стороны оказал громадную услугу новой династии: 28 июля 754 года в церкви Сен-Дени была проведена вторая церемония коронации, в ходе которой был свершён обряд миропомазания над Пипином и его сыновьями Карлом и Карломаном. При этом папа под страхом отлучения заповедал вельможам и народу избирать себе королей только из этой освящённой Церковью фамилии. С другой стороны, Пипин дал торжественную клятву за себя и своё потомство заботиться о Церкви и блюсти её интересы.
В том же 754 году Бонифаций, архиепископ майнцский, проповедуя христианство в Фризии, был убит язычниками и принял мученический венец.

#### Первый поход против лангобардов
Желание Пипина начать войну в Италии поначалу сильно не понравилось франкским вельможам, но, в конце концов, они должны были уступить его доводам. Уже франкское войско, среди которого находился и папа, шло походом в Италию, когда Пипин отправил посольство к Айстульфу, предлагая ему без пролития крови отказаться от занятых областей. И сам папа просил о том же лангобардского короля, обещая выдать ему сумму в 12 тысяч солидов за возвращение занятых мест. Но Айстульф не хотел и слышать об отступлении.
В июне 754 года франки вступили в альпийские проходы и нанесли Айстульфу сильнейшее поражение в горной теснине. В этой битве Айстульф потерял почти всю свою армию и сам едва сумел бежать через горы; он вернулся в Павию лишь с горсткой людей. Разбитые лангобарды были осаждены в Павии. Вскоре Айстульф принужден был принять все требования Пипина. По заключенному с франкским королём договору он обязался уступить папе Равенну и другие недавно занятые города, сделать удовлетворение Святой Церкви и признать свою зависимость от франкского короля. Он дал клятву в исполнении заключенного договора, выдал заложников и, наконец, выплатил Пипину и его приближенным значительные суммы. Пипин удалился из Италии в декабре 754 года, а папа, с немалым отрядом франков, с торжеством вступил в Рим.

#### Второй поход против лангобардов
По удалении короля Пипина, папа Стефан III стал ждать уполномоченных от лангобардского короля, с которыми он должен был договориться о передаче городов. Но Айстульф 1 января 755 года со всем своим народом вторгся в Римский дукат и осадил Рим. Папа вновь обратился за помощью к франкскому королю.
Пипин вместе со своим племянником герцогом баварцев Тассилоном ещё раз вторгся в Италию. Узнав о приближении франков, Айстульф вышел им навстречу к Альпам, но не устоял против сильного натиска и снова отступил к Павии. Находясь в тесной осаде, он обратился к Пипину с просьбой о мирных переговорах и заявил согласие принести полное удовлетворение как за нарушение договора, так и за ущерб, нанесённый Церкви. Само собой разумеется, на него возложено было обязательство в точности исполнить прежний договор и, кроме того, выдать Пипину и его воинам треть всех сокровищ, собранных в Павии. Лангобардское королевство признало зависимость от Пипина и обязалось выплачивать ежегодную дань.

### Пипин воюет с арабами и саксами
Последние годы жизни Пипина были посвящены завоеванию Аквитании. Население Септимании примирилось с мусульманским игом. Пипин же мог рассчитывать лишь на покинувших Пиренейский полуостров вестготов, чтобы подчинить себе эти земли, которые хотели бы получить и аквитанцы, искавшие выход к Средиземному морю (рейд Вайфара на Нарбонн в 751 году ясно свидетельствует об этом).
Ещё в 752 году франки пришли на помощь вестготским графам в южной Галлии и изгнали арабов из городов Нима, Магелона, Агда и Безье, где король поручил графские функции готам, которые помогли ему занять эти города. Но ему не удалось взять Нарбонн, главный опорный пункт мусульманских сил. Пипин оставил перед городом войска и три года держал город в осаде, пока, наконец, жители не перебили арабский гарнизон и не отворили франкам ворота.
В 759 году Септимания была окончательно покорена, и границы Франкского государства расширились до Средиземного моря и восточных Пиренеев. Пипин торжественно обещал жителям этих мест, что вестготские законы останутся в силе. После этого он приступил к покорению непосредственно Аквитании.
В 758 году король Пипин вторгся с войском в Саксонию, хотя саксы мужественно сопротивлялись и оборонялись в своих укреплениях, но он, разгромив их в нескольких стычках, принудил дать обещание полностью подчиниться его воле. Теперь саксы, помимо предыдущей дани, должны были присылать ежегодно 300 лошадей. Заключив такой договор и, по саксонскому обычаю, подтвердив клятвою для большего обязательства, Пипин возвратился в Галлию вместе с войском.

### Войны в Аквитании

#### Начало военных действий
В 760 году Пипин потребовал у Вайфара, чтобы он возвратил франкским церквам их имения, находившиеся в Аквитании, выплатил вергельд за кровь готов, которых он незадолго до этого незаконно убил, и выдал тех франков, которые бежали к нему. Вайфар отказался выполнить эти условия, и Пипин начал против него войну. Франки перешли через Луару и продвинулись до Клермона. Вайфар, чтобы оттянуть время, объявил, что согласен исполнить требования Пипина и, в подтверждение своих слов, даже выдал двух знатнейших вельмож в заложники.
Но после этого Вайфар, в союзе с графом Буржа Унибертом и графом Оверни Бладином, снова начал наступление и опустошил окрестности Шалона-на-Соне и Отена. Они сожгли даже королевскую виллу Майлли (Mailly, деп. Сона и Луара). Затем, нагруженные добычей, пошли домой, и не было никого, кто бы смог их остановить.
В 761 году Пипин мобилизовал свою армию, особо позаботившись о кавалерии. Она заняла к тому времени настолько важное место в организации вооружённых сил, что с этого года пришлось заменить мартовские сроки мобилизации («мартовские поля»), унаследованные от античного Рима, где в армии преобладала пехота, на майские сроки («майские поля»), с целью лучшего обеспечения коней фуражом. Пипин повёл армию вверх по долине Луары в Труа, а оттуда, через Оксер, к городу Невер, где пересек Луару и взял крепость Бурбон. Найденные там люди Вайфара были взяты в плен. Он опустошил большую часть Аквитании, продвинулся со всей своей армией до Оверни, захватил Кантилу, взял и сжег Клермон. Великое множество мужчин, женщин и детей погибло в огне. Граф Бладин Овернский был взят в плен и закован в цепи. Некоторые города сдались победителю добровольно, и в особенности укрепления жителей Оверни, которые более других страдали от войны. Король же, предав огню и мечу все, что лежало вне укреплений, и дойдя до Лиможа, возвратился домой. В этой экспедиции короля сопровождал сын Карл.

#### Взятие Буржа
В 762 году Пипин отправился со всей франкской армией к Буржу, столице Аквитании, и разграбил все окрестности вокруг города. Затем он окружил город валом с осадными машинами и всевозможными орудиями войны, так что никто не мог ни бежать из города, ни проникнуть в него. В конце концов он взял город после кровопролитного штурма, в ходе которого городские стены были разрушены. Граф Униберт и те гасконцы, которых он смог там найти, присягнули ему в верности и были зачислены в его войско; их жены и дети были отправлены во Франкское государство. Затем Пипин приказал восстановить стены Буржа и оставил город на попечение своих графов.
После этого франкское войско подошло к крепости Туар и разбило лагерь вокруг неё. Крепость сдалась с необычной поспешностью и впоследствии была сожжена. Он взял с собой во Франкское государство всех гасконцев, которых нашёл там, вместе с самим графом.
Король Пипин все более и более усиливал свои позиции в Аквитании, тогда как власть Вайфара слабела с каждым днем. Однако Вайфар не сдавался и продолжал устраивать тайные заговоры против Пипина. Он послал своего двоюродного брата, графа Мантиона, вместе с другими графами в Нарбонн, чтобы захватить и перебить гарнизон, посланный туда королём. И так случилось, что графы Австральд и Галеманий со своей свитой находились на пути домой, когда граф Мантион напал на них. Произошла жестокая схватка, но франкским графам удалось убить Мантиона и всех его соратников; лишь немногим удалось бежать. Франки же продолжили свой путь домой, с большой добычей и множеством лошадей и другого добра.
Воспользовавшись войной между франками и гасконцами, граф Хильпинг Овернский собрал в своей округе войско и совершил с ним набег на область Лиона и королевство Бургундия. Против него, вместе со своими людьми, выступили графы Адалард Шалонский и Австральд. В ходе жестокой сечи на берегах Луары граф Хильпинг был убит, а его войско рассеяно, лишь немногим удалось бежать через леса и болота. Граф Пуатье Амманугий, который пошёл было грабить Турень, был убит людьми Вульфарда, аббата монастыря блаженного Мартина, и многие из его спутников также были убиты вместе с ним.
Тем временем Ремистан, дядя Вайфара, пришёл к королю Пипину и поклялся ему, что будет верен королю и его сыновьям. Поэтому Пипин принял его под своё покровительство и сделал ему богатые подарки золотом, серебром, дорогой одеждой, лошадьми и оружием. Пипин распорядился полностью восстановить крепость в окрестностях Буржа, известную как Аржантен, и пожаловал её вместе с половиной округа Буржа Ремистану, надеясь на его помощь в борьбе с Вайфаром. Вайфар же приказал разрушить в своей стране укрепления всех городов и замков, чтобы враги нигде не могли занять крепкой позиции. Были разрушены Пуатье, Лимож, Санс, Перигё, Ангулем и много других городов и укрепленных мест. Пипин позднее восстановил их и разместил там свои гарнизоны.

#### Победа в битве при Иссодуне
В 763 году Пипин, собрав отовсюду войска, опять вторгся в Аквитанию и, опустошая огнём и мечом все, что лежало вне укреплений, подошёл к Лиможу. Все королевские виллы, принадлежавшие Вайфару, он приказал сжечь. Большая часть этой округи была разграблена, виноградники вырублены, а монастыри опустели. При Иссодуне (Issoudun, Крес или, возможно Иссуден, Коррез) франки сразились с аквитанцами и полностью их разгромили. Вайфар бежал, король снарядил за ним погоню, но из-за наступившей ночи тому удалось скрыться. В этой битве пал граф Бладин Овернский, который ранее был пленён королём, но сумел бежать к Вайфару. По удалении Пипина из Аквитании Вайфар послал к нему послов, умоляя его вернуть Бурж и другие аквитанские города, которые король взял у него, а после этого он обещал покориться. Пипин отверг это предложение.
Тассилон III, герцог Баварии, коварно притворившись больным, воротился из этой экспедиции домой, с твердым намерением отложиться от франкского короля, хотя совсем недавно, в 757 году он поклялся над гробами св. Дионисия, св. Мартина и св. Германа сохранять верность до конца дней жизни как самому королю Пипину, так и его детям, Карлу и Карломану. Равным образом поклялись и все вельможи, и старейшины из баварцев.
В 766 году Пипин вновь отправился в Аквитанию и прошёл её всю, до города Ажена, и опустошил её. Население и знатные люди Аквитании всё более склонялись на его сторону и приносили клятвы верности. Таким образом вся северная часть Аквитании покорилась ему и он возвратился домой, пройдя через области Перигё и Ангулема и разместив в этих городах свои гарнизоны.

#### Взятие Тулузы
На следующий 767 год Пипин опять созвал всеобщее франкское ополчение и направился через окрестности Труа и город Оксер к крепости Гордон. Направившись через Нарбонну, Пипин взял приступом Тулузу и покорил Альбиензийский и Гавульдонский округ. Раз и навсегда решив покончить с Вайфаром и чтобы быть поближе к театру военных действий, он вместе с королевой Бертрадой переехал в Бурж и расположился там в только что построенной резиденции. Оставив королеву Бертраду в Бурже, почти в конце лета король отправился в погоню за Вайфаром. Придя к Гаронне, он овладел многими крепостями, скалами и пещерами, в которых защищалась многочисленная неприятельская армия; главными из завоёванных мест были Скоралиа, Торинна и Петроция. Но Пипин так и не смог поймать Вайфара и, поскольку уже наступила зима, вернулся со своей армией в Бурж.
Между тем, Ремистан нарушил клятву верности, данную им королю Пипину и вернулся к Вайфару. Ремистан напал на оставленные королём в городах гарнизоны. Он опустошил районы Берри и Лиможа, ранее захваченные королём, причём столь успешно, что не осталось ни одного крестьянина, чтобы возделывать поля и виноградники.

#### Убийство Вайфара
В середине февраля 768 года Пипин послал часть своих герцогов и графов схватить Ремистана, а сам вместе с главными силами армии опять выступил для поимки Вайфара. Он очень быстро подошёл к Сенту, первой цели на своем пути. Узнав об этом, Вайфар, как обычно, бежал, но королю удалось захватить мать, сестру и племянников герцога Вайфара. Отряду, посланному на поимку Ремистана, удалось схватить как его самого, так и его жену, и доставить их связанными к королю. Король приказал повесить Ремистана в Бурже. Затем король Пипин совершил поездку к Гаронне, где к нему явился Эровин с другой сестрой Вайфара, в местечке, называемом Монтес, и сдался в плен. Затем перед ним предстали баски, живущие по ту сторону реки. Они выдали заложников и поклялись оставаться впредь верными королю и его сыновьям. И многие другие сторонники Вайфара пришли и покорились его власти, а король Пипин великодушно принял их присягу.
Пипин разослал для поимки Вайфара четыре отряда своих графов. Но тем временем Вайфар, герцог Аквитании, был убит своими же приближенными, как говорят — с молчаливого согласия короля. Теперь король Пипин установил свою власть над всей Аквитанией. Но Баварию Пипину покорить не удалось: под управлением Тассилона она стала совершенно независимой от короля франков.

### Внутренняя политика
Особое внимание Пипин обращал на церковные дела: он стремился поднять нравственный уровень духовенства, собирал соборы, издавал капитулярии по церковным делам. Пипин распространил церковные реформы Карломана на всё королевство и, скорее всего, в 756 году ввёл принцип десятины, то есть выплаты каждым жителем королевства десятой части своих доходов в пользу церкви. Он продолжил начатую Карлом Мартеллом раздачу военным людям земли церковных учреждений; за церковью оставалось только верховное право собственности и в её пользу шла известная часть доходов с земли. Не только в области религии, но и в сфере управления делами страны Пипин подготовил почву для установления более разумных порядков. Столкнувшись, например, с хаосом в денежном обращении, связанным с небывалым успехом серебряных монеток — фальшивых скеатов, нахлынувших с северных окраин государства, и с бурным развитием монетных мастерских, находившихся в руках графов, епископов и аббатов, чья деятельность вышла из под контроля меровингских королей, он решил установить королевскую монополию и упорядочить чеканку серебряных денье, потребовав, чтобы на монетах была его монограмма и чтобы из римского фунта выделывалось 288 денье (то есть 24 су на фунт и 12 денье по 1,22 грамма серебра на су). Безусловно, королевский контроль за эмиссией и обращением денег стал возможен лишь благодаря твёрдости, с какой Пипин держал в руках местную администрацию, возложенную на способных и верных графов, а также благодаря реорганизации центрального управления.
Международный авторитет Пипина стал к тому времени огромным. Пипин решил ещё в 757 году завязать особые отношения с императором Византии Константином V, в результате чего создались условия для того, чтобы с 757 по 767 годы между двумя дворами состоялся обмен делегациями с богатыми подарками и обсуждался даже проект женитьбы сына императора на дочери Пипина Гизеле. Зимой 767/768 года Пипин принял в Меце посла Аль-Мансура, аббасидского халифа Багдада. Правда, цели этого посольства не вполне ясны.
Пипин правил Франкским государством 10 лет как майордом и 17 лет как король; он умер от водянки 24 сентября 768 года. Почувствовав приближение смерти, он созвал духовенство и вельмож в Сен-Дени и разделил королевство между двумя своими сыновьями от Бертрады, Карлом и Карломаном.

### Семья
Жена и дети:
- с 743/744 года — Бертрада Лаонская (ок. 720—783), получившая прозвище «Берта — Большая нога»
  - Ротхайда (ок. 744 — ?) — похоронена в церкви Святого Арнульфа в Меце
  - Аделаида (ок. 746/759 — 12 мая ?) — похоронена в церкви Святого Арнульфа в Меце
  - Карл Великий (742/747/748—814)
  - Гертруда (ок. 748 — ?)
  - Карломан (751—771)
  - Гиль (ок. 755 — ?).
  - Пипин (756/758—762)
  - Гизела (757—811)
  - Берта

## В массовой культуре

### В литературе
- Александр Дюма. Пипин Короткий (рассказ; 1842 год)[3].
- Один из героев рассказов Михаила Зощенко, Назар Ильич Синебрюхов, проверял людей на образованность, спрашивая кто такой Пипин Короткий[4].